# Клинис
Клинис (Клиний, др.-греч. Κλεῖνις) — герой мифа, приводимого у Антонина Либерала. Жил в окрестностях Вавилона, обладатель множества стад. 
Жена Гарпа, дети Ликий, Ортигий, Гарпас, Артемиха. Хотел принести в жертву Аполлону ослов, подражая гиперборейцам, но бог запретил. Ортигий пытался убедить его приносить в жертву коз. Однако Гарпас и Ликий силой погнали ослов к алтарю, бог внушил ослам безумие, и они начали пожирать всех. Боги превратили всех персонажей в птиц, Клинис стал подорликом, о его родственниках см. Ближний Восток в древнегреческой мифологии.